# Sulky (musikgrupp)
Sulky var en svensk indiepopgrupp från Göteborg. Gruppen utgav sitt första och enda alster Knishes Shipped Free på Dolores Recordings 1996. Några av medlemmarna hade ett förflutet i Union Carbide Productions.

## Medlemmar
- Henrik Rylander
- Jan Skoglund
- Anders Svensson
- Adam Wladis

## Diskografi
- 1996 - Knishes Shipped Free

### Fotnoter
1. ↑  ”Sulky”. Discogs.com. http://www.discogs.com/artist/Sulky. Läst 16 maj 2012.